# Guadalupei vízvezeték
A guadalupei vízvezeték egy 18. századi építészeti emlék Mexikóváros északi részén, amelynek eredeti célja az volt, hogy a Tlalnepantla folyó vizét eljuttassa a városba.

## Története és leírása
A vezeték 1743 és 1751 között épült, eredetileg 10 770 méter hosszan. A Tlalnepantla folyótól indult, majd Ticománon keresztül a mai Villa de Guadalupe városrészbe érkezett meg. Felső szakaszán néhol a föld alatt, néhol a felszínen haladt, legnagyobb része azonban boltíveken nyugodott, melyek száma összesen 2287 volt. Amikor 1815-ben elfogták a híres függetlenségi harcost, José María Morelost, és halálra ítélték, még megengedték neki, hogy utoljára igyon abból a vízből, amit ez a vezeték szállított. Később, Porfirio Díaz kormányzása idején, amikor már a vízellátás modernebb keretek között valósult meg, a régi vezeték teljesen elvesztette jelentőségét, és pusztulni kezdett, sőt, hét helyen keresztező utcák megnyitása miatt még le is bontották egyes részeit. Bár 1932 áprilisában műemlékké nyilvánították, mára csak 1584 boltíve maradt meg, ebből is (egy 2012-es felmérés szerint) 900-nál kevesebb jó állapotú, több száz viszont pusztul: építőanyaguk egy része hiányzik, valamint többnyire falfirkálók áldozatává vagy hajléktalanok tanyájává váltak. Legrosszabb helyzetben az a része van, amelyik a Remedios folyó keresztezése után következik.

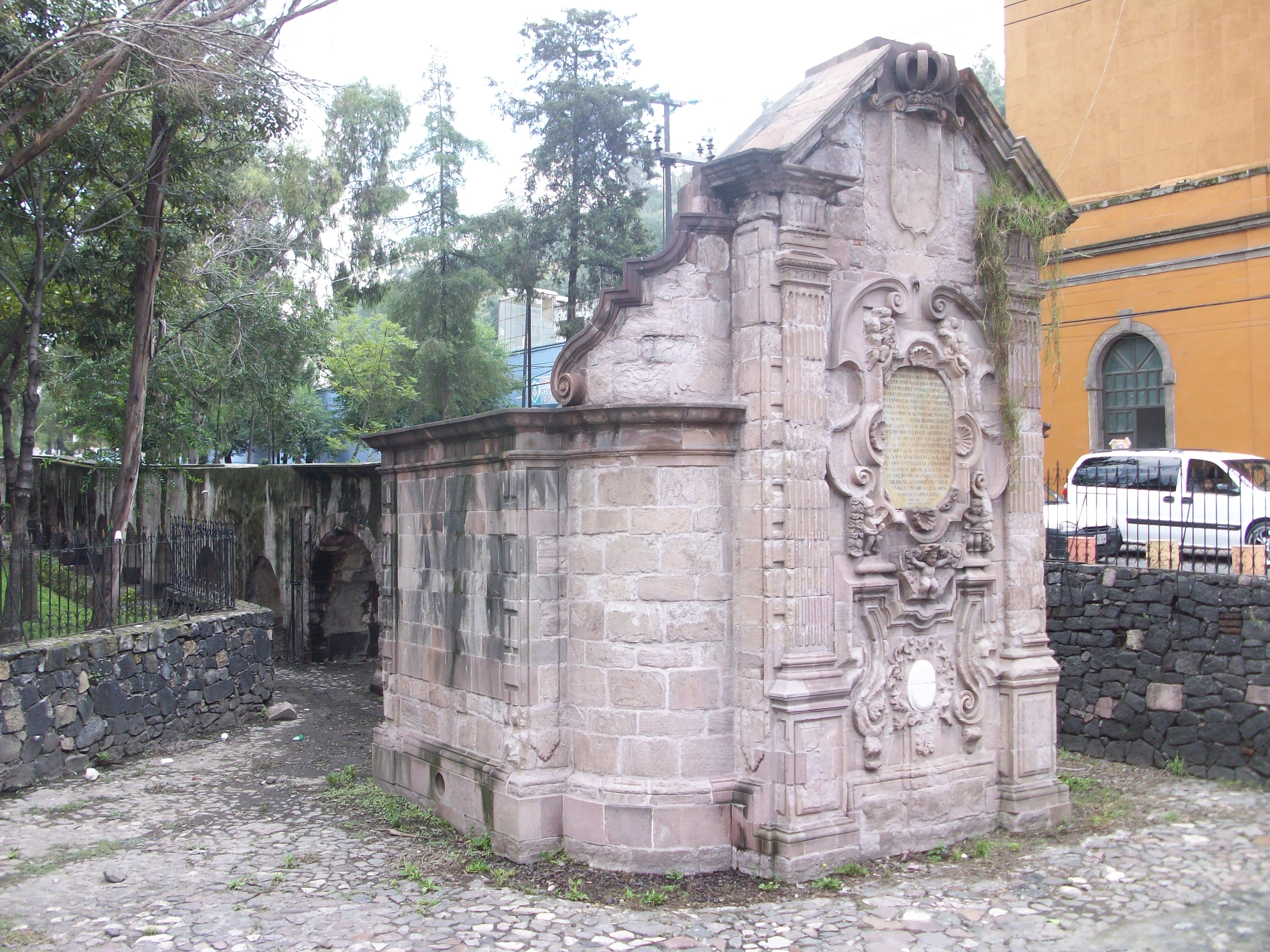
A vezeték vége a Parque del Mestizaje parkban

A ma látható 1584 boltív közül szinte mindegyik 2–2,5 méteres, csak három van köztük, amely eléri a hét métert, bár eredetileg 12 méteresek is voltak. Süllyedésük egyrészt a rossz alapozásnak, másrészt a felszín alatti vizek kitermelésének következménye. A mindössze 30–40 centiméter mélységű alapok miatt az építmény felújítása és megerősítése igen költséges lenne.